# Угандийски план
Угандийският план е план от 1903 г., предвиждащ предоставяне на част от Британска Източна Африка за държава на евреите. Той получава подкрепата на видния ционист Теодор Херцел като временно убежище за европейските евреи, които по това време са изправени пред вълна от антисемитизъм.

## История
Британският колониален секретар Джоузеф Чембърлейн е запознат с амбициите на Световната ционистка организация. Израел Зангвил запознава Чембърлейн с Херцел през пролетта на 1903 г., няколко седмици след избухването на Кишиневския погром.
Чембърлейн предлага 13 000 km2 от сравнително изолирания окръг Уасин Гишу в днешна Кения. Земята се счита за подходяща, поради умерения си климат и относителна изолация, тъй като е обградена от гората Мау. Предложението е отговор на погромите срещу евреите в Руската империя, като целта е да се даде убежище на евреите.
Чембърлейн съзира земите, докато пътува по Угандийската железница, макар те всъщност да не се намират в Уганда, а в днешна Кения. Територията е била прехвърлена от протектората Уганда на Британска Източна Африка през 1902 г., като част от плана за развитие на Угандийската железница.
Макар да се поддържа от ръководителя на Световната ционистка организация, Теодор Херцел, той не се приема добре от повечето ционисти. След гласуване става ясно, че той се подкрепя от 295 души и не се одобрява от 172 при 1332 въздържали се. След това е изпратена комисия в Африка, която да оцени действителните възможности за създаването на еврейска държава там. В крайна сметка е решено, че територията не е годна за заселването на евреи там.